# Cardamine millsiana
Cardamine millsiana là một loài thực vật có hoa trong họ Cải. Loài này được Nakai mô tả khoa học đầu tiên năm 1914.